# 涂料
油漆（英语：paint）是一种材料或混合物，涂覆于固体表面并待其干燥后，可形成膜状覆盖层。
在艺术领域，油漆用于创作图像，即“绘画”。油漆可制成多种颜色和类型，主要分为油性与水性两大类，各具特性。
原始形式的油漆早在数万年前的洞穴壁画中便已出现。
油性与水性油漆所需清洁溶剂不同。 两者的固化过程亦会因被涂物（如房屋）的外部环境温度而异。

## 历史

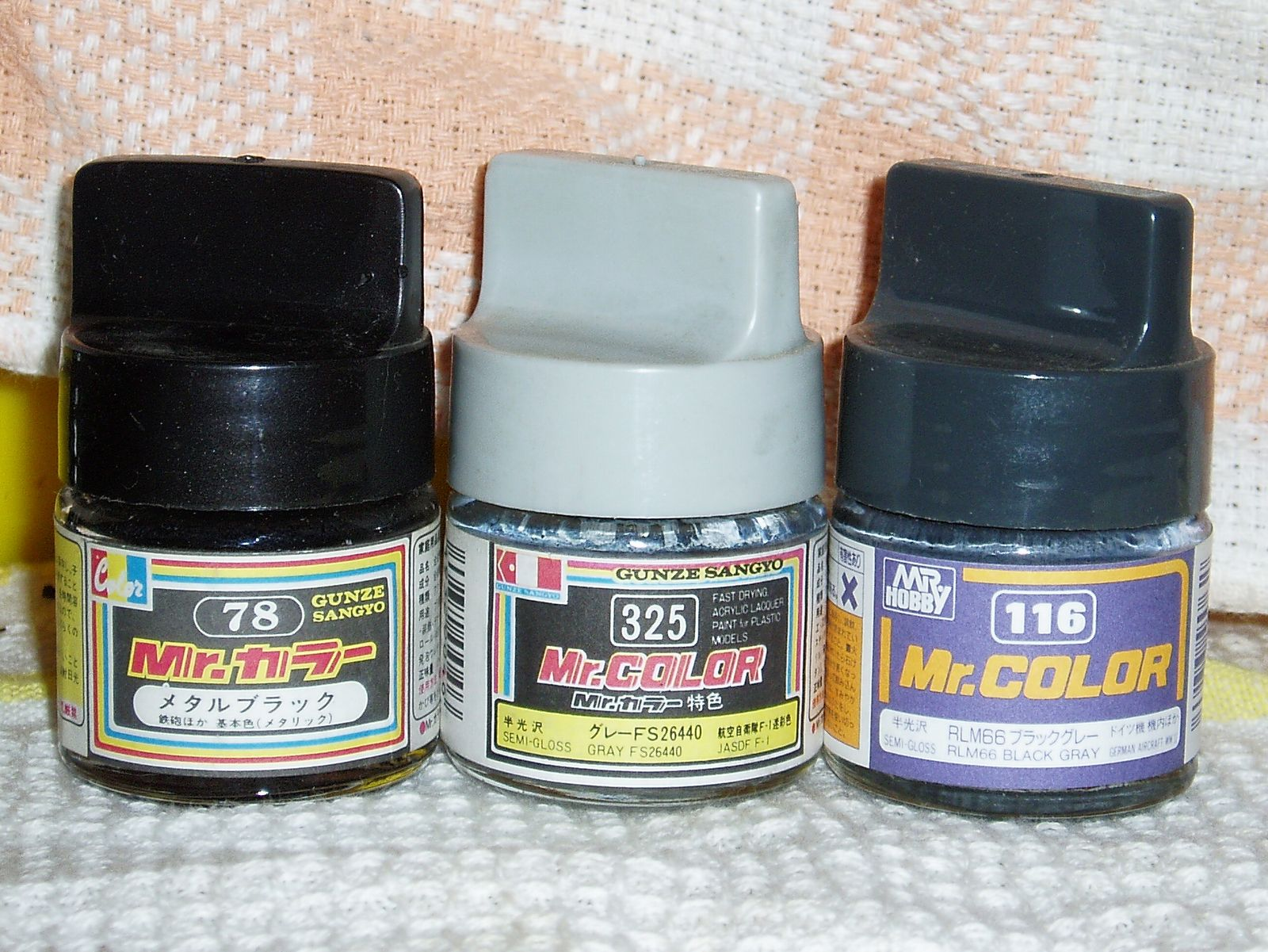

### 油漆与史前艺术
油漆被用于人类最早期的艺术创作之一。一些以红、黄赭石，赤铁矿、二氧化锰及木炭绘制的洞穴壁画，可能由早期智人在距今约 4 万年前完成。 油漆的历史甚至可能更久：2003–2004 年，南非考古学家在布隆博斯洞穴发现距今约 10 万年的人工赭石混合物，被认为可作类似油漆的材料使用。 同处洞穴的进一步发掘在 2011 年出土了一整套用于研磨颜料并调配原始“漆状物”的工具。

### 新石器时代与古代漆艺
位于奥克尼群岛的布罗德加尔遗址（约 5000 年前）内壁发现，个别石块涂覆了黄、红、橙三色，其颜料由赤铁矿加动物脂肪、乳或蛋调制。
埃及丹德拉神庙逾 2000 年前的彩绘墙面，历经多年风化仍色彩鲜明。古埃及人以树胶调色，且各色分开涂布，不作混合；常用六色：白、黑、蓝、红、黄、绿。其中红色多用深色朱砂（minium）。

### 油画的起源与欧洲技术
现存最早的油画为约公元 650 年阿富汗巴米扬山谷崖室佛教壁画，以核桃油与罂粟籽油为黏合剂绘制。 古罗马作家老普林尼亦记载亚尔代亚城（Ardea）在罗马建城前就有彩绘天花板，历经数百年仍鲜艳如初。
13 世纪，油性涂料用于蛋彩画细节；14 世纪钱尼诺·钱尼尼记述先以蛋彩绘制，再覆以薄层油彩的技法。早期欧洲画家已知植物性油料干燥缓慢，获取和使用颇为不便，故油画罕见，且慢干特性曾被视为劣势。 当时颜料以植物、沙土等研磨；蛋黄作黏合剂，使颜料固化附着。

### 配方改良与建筑涂饰
弗拉芒派影响下的安东内罗·达·梅西纳（安东尼奥·达·梅西纳）据瓦萨里所误称将油画带入意大利，实则他改进配方，加入黄丹（氧化铅）。17 世纪英格兰萨里郡汉普顿宫的室内油漆仍存：先涂底漆，再覆多层底色与复杂装饰面漆，所用颜料与油须以研钵手工研磨成糊。这一过程令画匠接触白铅粉，易导致铅中毒。

### 工业革命与现代油漆技术
1718 年，马歇尔·史密斯（Marshall Smith）在英国发明了一种“颜色研磨机”（Machine or Engine for the Grinding of Colors）。该装置的具体运作方式已无从考证，但它显著提高了颜料研磨效率。不久，埃默顿与曼比公司（Emerton and Manby）便开始宣传采用此类省力技术研磨的廉价油漆，并在广告中夸称：
「一磅颜料若用马力研磨机（Horse-Mill）研磨，足以涂刷十二码的面积；若用其他方式研磨，其覆盖量不及一半。」
随着工业革命在 18 世纪中期正式展开，油漆开始在蒸汽动力的研磨厂中生产；同时，人们发现氧化锌的白色衍生物可替代含铅颜料。进入 19 世纪，室内墙面涂装逐渐成为常态——既因装饰需求，也因油漆能防止潮湿导致墙体腐朽。亚麻仁油因价廉易得，也愈发常被用作黏合剂。
1866 年，美国宣伟公司（英语：Sherwin-Williams）成立，成为大型油漆制造商，并发明了可开桶即用的预调合油漆。
第二次世界大战期间，亚麻仁油供应短缺催生了人造树脂——醇酸树脂（alkyd）。醇酸树脂成本低、易于制造，且着色持久耐用。

## 种类

### 含色素涂料（Pigmented）
20 世纪的油漆通常依赖颜料，并以液体为分散介质使其悬浮。

### 结构色涂料（Structural）
21 世纪出现了利用结构色的“涂料”。其做法是在铝薄片上点缀尺寸更小的铝纳米颗粒，通过调控纳米颗粒大小而非混配矿物颜料来生成任意颜色。这类涂料重量仅为传统涂料的一小部分，对航空器和公路车辆尤具优势；它们还能反射阳光热量，户外使用不易降解。初步实验显示，与传统涂料相比，表面温度可降低约 20–30 ℉，且成分毒性更低。
制备流程始于一片薄的双面镜：研究人员在薄片两侧沉积金属纳米颗粒，再将大张薄片研磨成小片，即得颜料薄片。

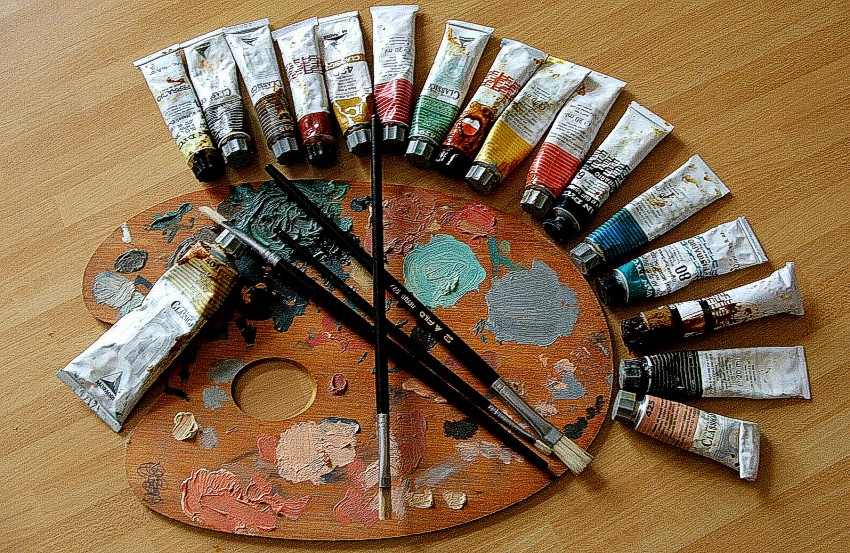

## 组成

### 载体
载体是构成涂料“湿膜”的主体，通常只包含成膜物；若需稀释，则再加稀释剂（溶剂或水），成为“成膜物 + 稀释剂”的组合。 油漆干燥／固化后，几乎所有稀释剂都会挥发，只剩成膜物留在被涂表面。因此，配方中一个关键参数是载体固体分（vehicle solids，又称 resin solids）：即湿漆重量中属于成膜物的那一部分，也就是最终留在涂膜中的聚合物骨架。油漆干后仅余固体部分的体积被称为体积固体分（volume solid）。

### 成膜物（Binder / Film Former）
成膜物是油漆必不可少的“成膜”组分。 它决定涂膜的光泽、耐久、柔韧与韧性等性能。 常见成膜物包括人工或天然树脂——醇酸、丙烯酸、乙烯-丙烯酸、乙酸乙烯／乙烯（VAE）、聚氨酯、聚酯、三聚氰胺、环氧、硅烷／硅氧烷——以及各类干性油。
按成膜方式可分为 热塑性 与 热固性 两大机制。

### 热塑性成膜机制（Thermoplastic Mechanisms）
有些涂膜只需冷却成膜物即可成形。例如蜡彩（encaustic）或蜂蜡漆受热呈液态，冷却后即硬化；再次加热时，又可重新软化甚至熔化。
靠溶剂挥发干燥、且将固体成膜物溶解在溶剂中的涂料称为清漆（lacquer）。溶剂蒸发后形成固体膜层，由于缺乏化学交联，膜层可再次被溶剂溶解，因此在需要高度化学耐受性的场合并不适用。经典硝化纤维清漆以及以溶剂溶解染料、不上浮木纹的非升纹着色剂（non-grain-raising stain）皆属此类。不同配方性能有别，一般而言，清漆相较于通过聚合或聚结固化的体系，耐紫外性能较好、耐腐蚀性能较差。
英国所称 emulsion paint、美国所称 latex paint 均指水性分散体，其成膜物为亚微米级聚合物颗粒，如丙烯酸、乙烯-丙烯酸（PVA）、苯乙烯-丙烯酸等。 在美国语境中，“latex” 仅表示“水分散体”，并不含天然橡胶。此类涂料由乳液聚合制得，成膜过程称为聚结：水分及微量助成膜溶剂先后挥发，使聚合物颗粒软化、互渗并熔合为不可逆网状结构，成膜后便无法再溶于原先载体。残留表面活性剂与部分聚合物的水解作用，使得涂膜长期受水时仍可能软化并逐渐降解。美国普遍使用 “latex paint” 这一名称，而在英国则使用 “emulsion paint”，几乎不称 “latex paint”。

### 热固性成膜机制（Thermosetting mechanisms）
通过聚合反应固化的涂料多为一组分或两组分体系：组分混合后发生化学反应，生成交联膜。某些配方在化学固化前，需先经溶剂挥发以形成初步干膜。典型例子包括双组分环氧树脂漆或聚氨酯漆。
所谓“干性油”看似在空气中自然干燥，实则同样经历交联：溶剂首先挥发，随后数天至数月内与空气中的氧反应，形成交联网络。 经典醇酸磁漆即属此类；其氧化固化通常借助金属络合催干剂，例如萘酸钴（常用辛酸钴）。
近期环保法规严格限制挥发性有机化合物（VOC），工业界因而开发了替代固化方式：
- 紫外光固化涂料（UV curing）——采用低分子量单体／寡聚体配方，可在极低甚至零溶剂条件下流平；若含少量溶剂，一般先行挥发，再以紫外光触发交联。
- 粉末涂料——完全不含溶剂，干粉经静电喷涂附着后，通过加热基材实现流平与固化。[24]

### 复合成膜机制（Combination mechanisms）
所谓“催化清漆”（catalyzed lacquers）或“交联乳胶漆”（crosslinking latex）的体系，旨在通过传统干燥 + 催化交联反应双重方式成膜。另一类称为 塑溶胶／有机溶胶（plastisol／organosol）的涂料，则将 PVC 颗粒与增塑剂混合，经烘烤（stoving）后熔融聚结形成涂膜。

### 稀释剂／溶剂／稀释油（Diluent / Solvent / Thinner）
稀释剂的主要作用是溶解成膜聚合物并调节黏度；其本身易挥发，最终不留于漆膜中。同时它还能影响涂料的流平性、施工性及液态存储稳定性，其根本任务是在涂布阶段承载非挥发性组分。以油基室内墙漆为例，若需铺展较稠的亚麻仁油，必须加入更稀薄的油品作稀释剂。稀释剂的作用仅在涂装过程中；一旦挥发完成，剩余漆膜即固定于基材表面。并非所有涂料都必须含稀释剂，部分配方可做到“零稀释剂”。

### 颜料、染料与填料
颜料是分散于油漆中的固体颗粒或薄片，通常用于为涂膜着色。其着色机理包括选择性吸收特定波长的光线，以及散射／反射光线。颜料粒径对散射效果至关重要，可借助 赫格曼刮板细度计（Hegman gauge）测量。与之相对，染料可完全溶解于涂料中，仅依选择性吸收产生颜色。 油漆可配方为仅含颜料、仅含染料、两者兼有或两者皆无。
颜料亦可赋予涂膜特殊的物理或光学特性，此时称为功能颜料。 其中重要一类为填料／体质颜料（extender pigments），多用于增加涂层厚度、降低成本，或提高涂膜的韧性及质感。 常见填料多为廉价惰性材料，如硅藻土、滑石、石灰石、重晶石、粘土等；要求耐磨的地坪漆中往往加入细石英砂。
部分颜料兼具装饰与功能双重作用。例如某些装饰性颜料通过吸收紫外光来阻隔有害辐射，保护基材，因而又称隐藏颜料（hiding pigments），典型品种包括二氧化钛、酞菁蓝、红铁氧等。
部分颜料具有毒性，如含铅颜料。美国消费品安全委员会 1978 年禁止住宅用铅基涂料之前，制造商已逐步以钛白（二氧化钛）替代白铅。现代涂料中使用的二氧化钛常包覆二氧化硅／氧化铝／氧化锆，以提高户外耐久性或通过优化颜料在漆膜中的间距来增强遮盖力。
片状氧化铁（micaceous iron oxide，MIO）是取代含铅防腐涂料的另一选择，较多数油漆对钢材提供更强的抗水与抗光损伤保护。MIO 研磨成细粉后多呈闪亮层片，可反射光线，减缓紫外降解并屏蔽树脂基体。与常见的球形颜料不同，玻璃鳞片或 MIO 等片状颜料重叠排列，可阻碍水分子渗透。 为获得最佳性能，MIO 需含高比例的薄片状颗粒，ISO 10601 设定了两级 MIO 含量标准。 工业用 MIO 通常来源于赤铁矿。
按来源区分，颜料可分为天然与合成两大类。天然颜料采自土壤或植物，包括金属氧化物、炭黑及各类粘土、碳酸钙、云母、硅石和滑石等；合成颜料则涵盖实验室合成的有机／无机着色剂、煅烧粘土、硫酸钡（blanc fixe）、沉淀碳酸钙及气相法二氧化硅等。颜料与染料的化学类型依颜色索引（Color Index）系统分类，具有重要的商业意义。

### 添加剂
除了成膜物、稀释剂与颜料三大类别外，油漆配方还可加入少量添加剂，用量虽小，却能显著改善产品性能。常见功能包括：调节质感、控制表面张力、提升流平性与成膜外观、延长湿缘（wet edge）时间、增强颜料分散与稳定、赋予抗冻性、抑泡或消泡、防止结皮、在丙烯泼彩中生成“细胞”等。
常用添加剂类型有：
- 催化剂（catalyst）
- 增稠剂（thickener）
- 稳定剂（stabilizer）
- 乳化剂（emulsifier）
- 纹理剂（texturizer）
- 附着力促进剂（adhesion promoter）
- 紫外稳定剂（UV stabilizer）
- 消光剂／哑光剂（flattener、de-glossing agent）
- 杀菌剂（biocide）等。

添加剂通常不会显著改变配方中各主要组分的重量百分比。

## 变色涂料
多种技术可使油漆呈现可逆变色效果。
- 热致变色（thermochromic）油墨／涂层含有受热会构象变化的材料，因而随温度升降而变色。热致变色液晶已用于水族箱用温度条、宣传用变色杯与吸管等产品。
- 光致变色（photochromic）材料常见于变色眼镜等。与热致变色类似，其分子在光能作用下改变构象，导致颜色变化。
- 在涂料中加入卤变色（halochromic）化合物或其他有机颜料亦可实现变色效果。一项专利提出利用此特性于浅色室内墙漆：湿漆呈粉色，干燥后恢复白色，便于均匀地涂刷多层。[33] 阿什兰公司 2005 年推出的铸造耐火涂层亦采用同理。[34][35]
- 电致变色（electrochromic）涂料可随电流变化而改色。日产汽车据报研发基于顺磁氧化铁颗粒的电致变色漆：电磁场改变颗粒间距，从而改变颜色与反射特性；电磁场可由车体金属导电层产生。[36] 该技术亦能应用于塑料基材，如乘客机舷窗的一键调光。
- 通过虹彩效应（iridescence）亦可实现角度相关的色彩变化，如商业产品 ChromaFlair。

## 艺术用漆
自文艺复兴时期起，可干性油画颜料（以亚麻仁油 linseed oil 为主）便一直是美术创作最常用的涂料类型，至今仍普遍使用。20 世纪，随着丙烯及其他乳胶体系的发展，丙烯颜料等水性涂料进入市场，扩大了艺术媒材的选择。
牛奶漆（milk paint，亦称 casein paint）以牛奶天然乳化液为媒介，19 世纪非常流行，今日仍见应用。最早为西方艺术家使用的蛋彩（egg tempera，媒介为生蛋黄与油的乳状混合物）及以蜂蜡为基质的蜡彩（encaustic）亦沿用至今。
水粉画（gouache）是不透明的水彩变体，水粉与水彩均以阿拉伯胶为黏合剂、以水为稀释剂，但水粉因遮盖力更强，又称「设计色」或「体性色」。
海报颜料（poster paint）属胶泥漆（distemper）范畴，多用于学生习作或儿童绘画；品牌众多，品质不一，廉价产品若长期留在纸面，常见龟裂或褪色现象。

## 常见木器涂料品种
硝基涂料(NC)
硝基漆是以硝化纤维素为主体，加入树脂、增塑剂、溶剂和助剂配制而成。硝基漆是单组分漆，是挥发成膜。及主漆和天那水按比例混合的液体。因具有毒性，目前已極少使用
不饱和聚酯涂料(PE)
不饱和聚酯，简称PE，在在木器涂装中一般用作中涂层（打磨底漆）和面漆，不作底漆使用，三液反应性主要用作钢琴烤漆。
聚氨酯涂料（PU）
由主漆、固化剂反应成膜,因生成物含氨酯化学键，固称聚氨酯涂料。由主漆，固化剂，稀释剂按比例混合搅匀即可使用，其中稀释剂起溶解树脂和调节粘度作用。

## 路面标线涂料种类
热熔涂料
粉末状的涂料，通过加热设备——热熔釜融化成流质的液态，并充分搅拌均匀，用于标线机械施划交通标线。
常温型标线涂料
分水性涂料和溶剂型涂料，涂料不需加热。在常温下直接用于路面划线施工。通过标线机喷涂于路面固化形成标线。
双组份涂料
双组份涂料是由A组份和B组份组成，AB组份混合后发生交联反应，涂敷于路面，在路面上固化形成一层耐久性涂层。

## 施作工具
1.曲柄毛刷：用途刷間隙、凹面轉折面等較小面積處。
2.直型毛刷：一般大面積的平面途刷施做。
3.滾筒刷：用於高黏度或需要快速施做大面積時使用。
4.毛筆：特別用在需要細處修邊、修飾跟勾勒之處。
5.氣式噴塗(Air spray)：將高壓空氣通入裝有油漆的壓力容器中，藉由壓力推送至噴嘴噴出的塗裝方式。
6.無氣式噴塗(Airless spray)：利用動力工具將漆料加壓，推送至噴嘴噴出的塗裝方式。由於空氣不與漆料混合送出，故稱為無氣式噴塗。

## 腳註

### 外部資料
- Bently, J.; Turner, G.P.A. . Unk. 1997. ISBN 0-412-72320-4.
- Talbert, Rodger. . Grand Rapids, Michigan, USA. 2007. ISBN 978-1-57444-703-3.
- Woodbridge, Paul R. (编). . Unk. 1991. ISBN 0-412-02951-0.

## 外部連結
- 預防中毒手冊系列 - 台北榮民總醫院毒藥物防治諮詢中心
  - 油漆、稀釋劑：01、02